# دافيدي أمادوري
دافيدي أمادوري (بالإيطالية: Davide Amadori)‏ (18 يوليو 1992 بميلانو في إيطاليا - ) هو لاعب كرة قدم إيطالي في مركز حراسة المرمى. لعب مع نادي فينيزيا وAC Renate ‏ وUC AlbinoLeffe ‏.

## روابط خارجية
- دافيدي أمادوري على موقع قاعدة بيانات كرة القدم.إي يو (الإنجليزية)
- دافيدي أمادوري على موقع Soccerway.com (الإنجليزية)